# Marta (animal)
Marta é a denominação comum dado aos mamíferos mustelídeos do gênero Martes. Estes animais são carnívoros e semidigitígrados e têm uma pele muito apreciada. Sua gestação dura 2 meses, tendo em média 2 ou 3 filhotes.
Já chegou a ser centenas de milhares na Europa, mas foram tão caçadas por causa de sua pele, que estão se tornando raras. 
É um animal solitário que vive em lugares rochosos e arborizados, de difícil acesso, o que torna a sua situação de conservação pouco preocupante. Costuma demarcar seu território com um rastro da secreção das glândulas anais, como faz a doninha sua parente próxima, porém de odor menos desagradável.

## Alimentação
Costuma comer esquilos, coelho, camundongos ou aves pequenas.

## Acasalamento
A época de acasalamento vai de julho a agosto. Dois meses depois a fêmea pare 2 a 3 filhotes num ninho de esquilo ou numa bifurcação de árvore. Apesar de abandonar sua cria para acasalar de novo, volta sempre para cuidar dos filhotes. A cria permanece no ninho durante dois meses.

## Espécies
As espécies de marta diferem conforme o lugar onde vivem. Entre elas estão a marta-do-pinheiro-europeia, a marta-zibelina da Europa e da Ásia e a marta-americana.
- Martes americana, marta-americana
- Martes caurina, por vezes considerada uma subespécie da M. americana[2]
- Martes flavigula
- Martes foina, fuinha
- Martes gwatkinsii
- Martes martes
- Martes melampus, Marta-japonesa
- Martes pennanti
- Martes zibellina

## Etimologia
O substantivo marta deriva do vocábulo da língua gótica marthus.